# Blackest Night
Blackest Night est une série de comics de huit épisodes publiés par DC Comics, écrits par Geoff Johns, dessinés par Ivan Reis et édités par Eddie Berganza. La série a commencé aux États-Unis en juin 2009 et s'est terminée en mai 2010 ; elle a débuté en France dans le numéro 58 de DC Universe, en septembre 2010. Elle est centrée sur l'univers de Green Lantern.

## Synopsis
L'histoire débute après les évènements de Final Crisis, Black Hand se sert de la batterie du Black Lantern Corps placée dans le secteur 666 pour créer des anneaux de Black Lantern et ainsi ressusciter les personnages de DC morts (Batman, Firestorm, Aquaman, Deadman, Captain Boomerang, Patineuse, Sam Scubber, James Jesse, Top, Tula, Dolphin, Max Lord, le Limier Martien, Roy Lincoln, Dee Tyler, Al Pratt, Katma Tui, Extansive-man, Sue Dibny). D'autres personnages sont également transformés en Black Lantern (Hawkman, Hawkgirl, Spectre).

## Titres et numéros

### Prélude
- Green Lantern n°39-42, de Geoff Johns avec les dessins de Rafael Albuquerque, Eddy Barrows, Doug Mahnke, Philip Tan
- Green Lantern Corps n°29-38, de Peter J. Tomasi avec les dessins de Patrick Gleason
- Solomon Grundy n°7, de Scott Kolins
- Titans n°15, de J.T. Krul avec les dessins de Jose Luis

### Séries Blackest Night
- Blackest Night n°0-8, de Geoff Johns avec les dessins de Ivan Reis
- Blackest Night: Batman n°1-3, de Peter J. Tomasi avec les dessins de Adrian Syaf
- Blackest Night: The Flash n°1-3, de Geoff Johns avec les dessins de Scott Kolins
- Blackest Night: JSA n°1-3, de Tony Bedard, James Robinson avec les dessins de Eddy Barrows, Marcos Marz, Eduardo Pansica
- Blackest Night: Superman n°1-3, de James Robinson avec les dessins de Eddy Barrows, Allan Goldman
- Blackest Night: Tales of the Corps n°1-3, de Geoff Johns, Peter J. Tomasi avec les dessins de Eddy Barrows, Gene Ha, Tom Mandrake, Mike Mayhew, Rag Morales, Jerry Ordway, Chris Samnee
- Blackest Night: Titans n°1-3, de J.T. Krul avec les dessins de Ed Benes
- Blackest Night: Wonder Woman n°1-3, de Greg Rucka avec les dessins de Eduardo Pansica, Nicola Scott
- Untold Tales of Blackest Night n°1, de Geoff Johns, J.T. Krul, Jeremy Love, Adam Schlagman, Peter J. Tomasi, Ethan Van Sciver avec les dessins de Ed Benes, Brett Booth, Jason Fabok, Patrick Gleason, Ivan Reis, Ethan Van Sciver

### Autres séries impactées
- Adventure Comics n°4-5, #7, de Tony Bedard, Sterling Gates, Geoff Johns avec les dessins de Travis Moore, Jerry Ordway
- Atom and Hawkman n°46, de Geoff Johns avec les dessins de Fernando Pasarin, Ryan Sook
- Booster Gold n°26-27, de Dan Jurgens avec les dessins de Dan Jurgens, Mike Norton, Norman Rapmund
- Catwoman n°83, de Tony Bedard avec les dessins de Luciana Del Negro, Fabrizio Fiorentino, Marcos Marz, Ibraim Roberson
- Doom Patrol n°4-5, de Keith Giffen avec les dessins de Justiniano
- Green Arrow n°30, de J.T. Krul avec les dessins de Diogenes Neves
- Green Lantern n°43-52, de Geoff Johns avec les dessins de Doug Mahnke
- Green Lantern Corps n°39-47, de Peter J. Tomasi avec les dessins de Patrick Gleason
- Justice League of America n°39-40, de James Robinson avec les dessins de Mark Bagley
- Outsiders n°24-25, de Peter J. Tomasi avec les dessins de Derec Donovan, Fernando Pasarin
- Phantom Stranger n°42, de Peter J. Tomasi avec les dessins de Adrian Syaf
- Power of Shazam! n°48, de Eric Wallace avec les dessins de Don Kramer
- Question n°37, de Dennis O'Neil, Greg Rucka avec les dessins de Denys Cowan
- R.E.B.E.L.S. n°10-11, de Tony Bedard avec les dessins de Andy Clarke, Claude St. Aubin
- Starman n°81, de James Robinson avec les dessins de Fernando Dagnino, Bill Sienkiewicz
- Suicide Squad n°67, de John Ostrander, Gail Simone avec les dessins de J. Calafiore
- Secret Six n°17-18, de John Ostrander, Gail Simone avec les dessins de J. Calafiore
- Superman/Batman n°66-67, de Scott Kolins
- Teen Titans n°77-78, de J.T. Krul avec les dessins de Joe Bennett
- Weird Western Tales n°71, de Dan Didio avec les dessins de Renato Arlem
- Action Comics n°890, de Paul Cornell avec les dessins de Pete Woods

## Séquelle
La suite de ce crossover s'intitule Brightest Day, qui est lui aussi un crossover centré sur l'univers de Green Lantern.

## Éditions reliées
En 2011, Panini Comics propose la série et plusieurs des mini-séries dans son offre kiosque.
La série principale est présente dans la série DC Universe n°59 à 63. Les mini-séries sont présentes dans la série DC Heroes n°2 à 4.
- DC Universe 59 : contient Blackest Night n°0-2 + Green Lantern n°44 + Justice League Of America vol.2 n°38.
- DC Universe 60 : contient Blackest Night n°3-4 + Green Lantern n°45-46 + Justice League Of America vol.2 n°39.
- DC Universe 61 : contient Blackest Night n°5 + Green Lantern n°47-49 + Justice League Of America vol.2 n°40.
- DC Universe 62 : contient Blackest Night n°6 + Green Lantern n°49-51 + Justice League Of America vol.2 n°41.
- DC Universe 63 : contient Blackest Night n°7-8 + Green Lantern n°52-53
- DC Heroes 2 : contient Blackest Night : Batman n°1-3 + Blackest Night : Titans n°1-3.
- DC Heroes 3 : contient Blackest Night : Wonder Woman n°1-3 + Blackest Night : Superman n°1-3.
- DC Heroes 4 : contient Blackest Night : Flash n°1-3 + Blackest Night : JSA n°1-3

Depuis février 2013, ce crossover est édité chez Urban Comics. Les 8 Tomes parus aux États-Unis ont été en France regroupé en 2 tomes de plus de 200 pages.
- Tome 1. Debout les morts. Contient Blackest Night n°0-4, Green Lantern n°43-47.  (ISBN 978-2-3657-7191-7)
- Tome 2. L'armée des ténèbres. Contient Blackest Night n°5-8, Green Lantern n°48-52 et Atom & Hawkman n°46.  (ISBN 978-2-3657-7204-4)